# Тогодское сельское поселение
Тогодское сельское поселение — муниципальное образование в Холмском муниципальном районе Новгородской области России.
Административный центр — деревня Тогодь, находится к юго-востоку от Холма.

## География
Территория сельского поселения расположена на юге Новгородской области, на востоке района, у административной границы с Тверской областью. По территории протекают реки Большой Тудер, Ленница, Оборля, Странская, Лужня, Батутинка и др.; находится ряд озёр — Семеновское, Демино и др.

## История
На территории Велильской волости Демянского уезда Новгородской губернии РСФСР был образован Аполецкий сельсовет, который с 1 августа 1927 года в составе новообразованного Молвотицкого района Новгородского округа Ленинградской области.
По постановлению ЦИК и СНК СССР от 23 июля 1930 года Новгородский округ был упразднён, а район перешёл в прямое подчинение Леноблисполкому. С 6 сентября 1941 года до 1942…1943 гг. Молвотицкий район был оккупирован немецко-фашистскими войсками. Указом Президиума Верховного Совета РСФСР от 19 февраля 1944 года райцентр Молвотицкого района был перенесён из села Молвотицы в село Марёво. Указом Президиума Верховного Совета СССР от 5 июля 1944 года была образована Новгородская область и Молвотицкий район вошёл в её состав.
Во время неудавшейся всесоюзной реформы по делению на сельские и промышленные районы и парторганизации, в соответствии с решениями ноябрьского (1962 года) пленума ЦК КПСС «о перестройке партийного руководства народным хозяйством» с 10 декабря 1962 года были образованы, в числе прочих, крупные Демянский и Холмский сельские районы, а 1 февраля 1963 года административный Молвотицкий район был упразднён. Аполецкий сельсовет тогда вошёл в состав Холмского сельского района. Указом Президиума Верховного Совета РСФСР от 21 сентября 1964 года деревня Голодуша была переименована в деревню Новоникольское. Пленум ЦК КПСС, состоявшийся 16 ноября 1964 года восстановил прежний принцип партийного руководства народным хозяйством, после чего Указом Верховного Совета РСФСР от 12 января 1965 года сельские районы были преобразованы вновь в административные районы и решением Новгородского облисполкома № 6 от 14 января 1965 года и Аполецкий сельсовет в Холмском районе.
Решениями Новгородского облисполкома были упразднены населённые пункты: № 65 от 28 января 1966 года — деревня Зехино, № 581 от 26 декабря 1977 года — деревня Шубино, № 199 от 29 марта 1979 года — деревни Взглядово, Иванцево и Роды. Решением Новгородского облисполкома № 300 от 25 августа 1983 года центр Аполецкого сельсовета из деревни Аполец был перенесён в деревню Тогодь переданную из Каменского сельсовета. Решением Новгородского облисполкома № 388 от 20 октября 1986 года был упразднён населённый пункт — деревня Слепично. Решением Новгородской областной Думы № 262-ОД от 31 марта 1999 года в состав Аполецкого сельсовета были включены 3 деревни (Жиряне, Зуи, Язовка) из упразднённого Каменского сельсовета.
Тогодское сельское поселение было образовано в соответствии с законом Новгородской области от 11 ноября 2005 года № 559-ОЗ. В соответствии с областным законом № 727-ОЗ, с 12 апреля 2010 года Тогодское сельское поселение и Находское сельское поселение преобразованы во вновь образованное муниципальное образование Тогодское сельское поселение.

## Население
| 2010 | 2012 | 2013 | 2014 | 2015 | 2016 | 2017 |
| ---- | ---- | ---- | ---- | ---- | ---- | ---- |
| 794  | ↘739 | ↘701 | ↘642 | ↘631 | ↘607 | ↘591 |
| 2021 |      |      |      |      |      |      |
| ↘543 |      |      |      |      |      |      |

## Состав сельского поселения
| №  | Населённый пункт | Тип населённого пункта          | Население |
| -- | ---------------- | ------------------------------- | --------- |
| 1  | Аполец           | деревня                         | 27        |
| 2  | Беззабочая       | деревня                         | 0         |
| 3  | Бобовище         | деревня                         | 7         |
| 4  | Борисово         | деревня                         | 20        |
| 5  | Борок            | деревня                         | 13        |
| 6  | Высокое          | деревня                         | 3         |
| 7  | Выставка         | деревня                         | 1         |
| 8  | Груздиха         | деревня                         | 0         |
| 9  | Демидово         | деревня                         | 0         |
| 10 | Дол              | деревня                         | 0         |
| 11 | Долгие Нивы      | деревня                         | 3         |
| 12 | Залесье          | деревня                         | 138       |
| 13 | Зуи              | деревня                         | 2         |
| 14 | Ильинское        | деревня                         | 0         |
| 15 | Иструбище        | деревня                         | 0         |
| 16 | Калинкино        | деревня                         | 4         |
| 17 | Каменка          | деревня                         | 7         |
| 18 | Клины            | деревня                         | 0         |
| 19 | Корпово          | деревня                         | 22        |
| 20 | Котицы           | деревня                         | 8         |
| 21 | Красный Клин     | деревня                         | 13        |
| 22 | Крутые Ручьи     | деревня                         | 0         |
| 23 | Крушинское       | деревня                         | 1         |
| 24 | Лосиная Голова   | деревня                         | 1         |
| 25 | Лыткино          | деревня                         | 1         |
| 26 | Мамоново         | деревня                         | 73        |
| 27 | Наход            | деревня                         | 143       |
| 28 | Поляни           | деревня                         | 6         |
| 29 | Пономарево       | деревня                         | 6         |
| 30 | Радилово         | посёлок                         | 25        |
| 31 | Ратно            | деревня                         | 0         |
| 32 | Рогозино         | деревня                         | 6         |
| 33 | Рябово           | деревня                         | 6         |
| 34 | Сельцо           | деревня                         | 7         |
| 35 | Сидоровка        | деревня                         | 4         |
| 36 | Сопки            | деревня                         | 8         |
| 37 | Старое           | деревня                         | 3         |
| 38 | Стифоновка       | деревня                         | 16        |
| 39 | Сырмолоты        | деревня                         | 0         |
| 40 | Тогодь           | деревня, административный центр | 157       |
| 41 | Удобы            | деревня                         | 1         |
| 42 | Устье            | деревня                         | 36        |
| 43 | Федулы           | деревня                         | 8         |
| 44 | Филино           | деревня                         | 0         |
| 45 | Хвоиново         | деревня                         | 12        |
| 46 | Хотино           | деревня                         | 0         |
| 47 | Четовизня        | деревня                         | 6         |
| 48 | Язовка           | деревня                         | 0         |
| 49 | Ямищи            | деревня                         | 0         |